# Alexander Bittroff
Alexander Bittroff (ur. 19 września 1989 w Lauchhammer) – niemiecki piłkarz grający na pozycji obrońcy w niemieckim klubie Energie Cottbus.